# Victory Tour
Victory Tour bila je posljednja koncertna turneja američkog glazbenika Michaela Jacksona sa sastavom Jackson 5, koja se održala u Sjedinjenim Državama i Kanadi.
Turneja je započela 6. srpnja u Kansas Cityu, a završila 9. prosinca u Los Angelesu. Sastojala se od 55 koncerata kojih je posjetilo više od 2 milijuna obožavatelja. Ime je dobila po albumu Victory, kojeg je prethodno objavio sastav Jackson 5, iako se niti jedna skladba s tog albuma nije našla na popisu izvedbi. Zarada je bila veća od 75 milijuna dolara, što je tada bio novi rekord u zaradama na turnejama. Michael Jackson je svu svoju dobit (5 milijuna dolara) poklonio u dobrotvorne svrhe, uključujući TJ Martell zaklada za borbu protiv leukemije i istraživanje raka, The United Negro College Fund i the Ronald McDonald Camp for Good Times.

## Popis izvedbi
Popis izvedbi sadrži skladbe s albuma Destiny i Triumph. Zanimljivo je da se niti jedna skladba s albuma  Victory ne nalazi na popisu. Na popisu su također i skladbe iz Jermaineove i Michaelove solo karijere. Albumi Off the Wall i Thriller od Michaela Jacksona bila su oba uključena.
Također je zanimljivo da skladba "Thriller"  isto nije uključena u popis, jer Michael navodno nije bio zadovoljan kako je zvučala uživo. Eddie Van Halen se pridružio Michaelu i njegovoj braći na pozornici u Dallasu, gdje je izveo solo na pjesmi "Beat It".
1. "Wanna Be Startin' Somethin'"
2. "Things I Do for You"
3. "Off the Wall"
4. "Human Nature" (sa skladbom "Ben")
5. "This Place Hotel"
6. "She's out of My Life"
7. "Let's Get Serious" - Jermaine
8. "You Like Me, Don't You?" - Jermaine
9. "Tell Me I'm Not Dreamin' (Too Good to Be True)" - Duet Jermainea i Michaela
10. Jackson 5 Medley:
  1. "I Want You Back"
  2. "The Love You Save"
  3. "I'll Be There"
11. "Rock with You"
12. "Lovely One"
13. Interlude
14. "Workin' Day and Night"
15. "Beat It"
16. "Billie Jean"
17. "Shake Your Body (Down to the Ground)"

## Izvođači
Glavni izvođači
- Michael Jackson: volal, udaraljke
- Jermaine Jackson: vokal, bas-gitara
- Tito Jackson: vokal, gitara
- Randy Jackson: vokal, klavijature
- Marlon Jackson: vokal, udaraljke
- Jackie Jackson: vokal, udaraljke

Članovi sastava
- Glazbeni direktor: Jacksons 5
- Bubnjevi: Jonathan Moffett
- Gitare: David Williams, Gregg Wright
- Klavijature: Rory Kaplan, Pat Leonard & Jai Winding

## Impresum
- Menadžer turneje: Don King
- Koordinator turneje: Larry Larson
- Asistent koordinatora: Marla Winston
- Menadžer produkcije: Peyton Wilson
- Asistent menadžera produkcije: Gary Bouchard & Debbie Lyons
- Stage menadžer: Mike Hirsh
- Asistent stage menadžera: Pee Wee Jackson
- Produkcijski konsultant: Ken Graham
- Koordinator prostora: John "Bugzee" Hougdahl, Jose Ward
- Stage koordinator i montaža: Plainview, Inc. - John McGraw
- Dizajn rasvjete - Michael Jackson
- Eidophor video projekcija: M.B. Productions, Inc.
- Izvršni dizajner: Applied Entertainment Systems
- Tvrtka za rasvjetu: TASCO
- Koordinator prostora : Bugzee Hougdahl & Jose Ward
- Tvrtka za razglas: Clair Brothers Audio
- Miks: M.L. Procise & Mike Stahl
- Laserski efekti: Showlasers, Inc., Dallas, Texas
- Glazbeni kostimi i dizajn: Enid Jackson
- Vatromet: Franz Harary
- Video direktor: Sandy Fullerton
- Jacksonova sportska odjeća: Nike
- Community Affairs: Harold Preston
- Consultant to Community Affairs: Cynthia Wilson

## Vanjske poveznice
- Informacije o turneji
- Kolekcija postera za drugi dio turneje the Bad Tour  Arhivirana inačica izvorne stranice od 15. lipnja 2009. (Wayback Machine)
- Bad Tour 1988 DVD Promo Video 1
- Bad Tour 1988 DVD Promo Video 2